# Loïc Cadiet
Loïc Cadiet, professeur à l’École de droit de la Sorbonne (université Paris 1), est un juriste français, spécialiste des questions de justice et de procès.

## Biographie
Docteur d'État en droit, et agrégé des facultés de droit, Loïc Cadiet, né en 1957 a été professeur aux facultés de droit de Rennes (1984-1992), de Nantes (1992-1996) avant d’être élu professeur à l’université Paris 1 Panthéon-Sorbonne où il enseigne, depuis 1996, la théorie générale du procès, les systèmes judiciaires, le droit judiciaire privé et les modes alternatifs de règlement des conflits. Auteur ou coauteur de divers ouvrages relatifs au procès, à la justice, à la médiation et à l’arbitrage, au droit des contrats et à la responsabilité civile, il a par ailleurs conçu et dirigé un Dictionnaire de la justice paru aux Presses universitaires de France en 2004. En 2003, il est nommé pour 5 ans membre senior de l’Institut universitaire de France (chaire Systèmes de justice et Droit du procès) et ce statut sera renouvelé en 2009. Depuis 2007 il occupe le poste de secrétaire général exécutif de l’Association internationale de droit judiciaire/International Association of Procedural Law.

## Titres et fonctions
Loïc Cadiet est directeur du Centre de Recherche sur la Justice et le Procès, département de l’Institut de recherche juridique de la Sorbonne - André Tunc, qui est équipe d’accueil des masters recherche de Théorie et pratique du procès, qu’il dirige avec Pascale Gonod, et de Sciences sociales de la justice dont il assure la direction. Il est président de la Section de droit privé et membre du Conseil de direction de l’École de droit de la Sorbonne ainsi que de l’Institut de recherche juridique de la Sorbonne.
Il préside le jury d'agrégation de droit privé en 2020.
Membre du Conseil supérieure de la magistrature, il en démissionne début décembre 2024 ; il est remplacé le 24 décembre 2024 par Didier Paris.

## Comités éditoriaux et direction de collection
Loïc Cadiet est directeur de collections et membre de plusieurs comités éditoriaux de revues françaises et étrangères :
- Directeur de la collection Les voies du droit, Presses universitaires de France
- Directeur de la série Regards sur la justice, collection États de droits, Dalloz
- Membre du conseil scientifique de la Semaine juridique - JCP, édition générale
- Membre du comité de rédaction de la Revue internationale de droit économique
- Membre du conseil scientifique de Droit et procédure, la Revue des huissiers de justice dont le président est Serge Guinchard
- Membre du comité de rédaction de la Revue française de droit administratif
- Membre du comité scientifique de Histoire, Droit & Société – Revue électronique européenne
- Membre du Conselho internacional de la Revista de processo (Brésil)
- Membre du comité scientifique de la Revue d’arbitrage et de médiation / Journal of Arbitration and Mediation (Canada)
- Membre du conseil éditorial de la Civil Procedure Review (Brésil)

## Associations et sociétés de réflexion
Loïc Cadiet est membre de plusieurs associations académiques, sociétés savantes et club de réflexion : 
- Membre du conseil de direction et du Présidium de l’Association internationale de droit judiciaire/International Association of Procedural Law, dont il est secrétaire général exécutif
- Membre de la Société de législation comparée et codirecteur avec F. Ferrand, de la Section de droit processuel (dont le président d'honneur est Serge Guinchard)
- Membre d’honneur et correspondant de l’Association italienne de procédure civile
- Membre du comité de direction de l'Association internationale de droit économique
- Membre du conseil scientifique de l’Institut européen de l’expert et de l’expertise
- Membre de Trans Europe Expert
- Membre de l’Association Henri Capitant des amis de la culture juridique française et de la Société pour l'histoire des facultés de droit et de la science juridique
- Membre du Club des juristes, président de la Commission Justice

## Positions
Civiliste de formation, avec une thèse de doctorat en droit portant sur le droit de la responsabilité civile, Le Préjudice d’agrément, Loïc Cadiet s'est spécialisé dans le droit processuel à partir de l’enseignement du droit judiciaire privé. Dans la ligne d'un mouvement doctrinal classique, il a ensuite étendu ses recherches à la théorie générale des modes de règlement des conflits, y compris les modes alternatifs, dans une perspective à la fois interne et internationale. Sur le terrain du droit judiciaire privé, il a exposé, dans son manuel, une présentation large de la matière, en traitant de la justice civile et du procès civil dans l’ordre interne aussi bien qu’international. Cette présentation à l'intention des étudiants est établie « à travers les procédures juridictionnelles aussi bien qu’à travers les modes alternatifs de règlement des conflits car la solution amiable des litiges n’exclut pas le recours au juge, qu’il s’agisse d’en renforcer l’autorité ou, au contraire, d’en contester la validité »[réf. incomplète]. Cette approche l’a conduit à parler de « modèle de procès coopératif » qui reposerait sur « le principe de coopération du juge et des parties », modèle qui permettrait de « dépasser la distinction traditionnelle de la conception accusatoire (le procès est « la chose » des parties) et de la conception inquisitoire du procès (le procès est « la chose » du juge) »[réf. incomplète].

Au-delà de la procédure civile, Loïc Cadiet développe une conception du droit du procès « soutenue par la nécessité d’élaborer une théorie générale valable pour tous les systèmes de justice appréhendés comme des systèmes complexes de justice plurielle, articulant différents modes de règlement des conflits, juridictionnels ou non (arbitrage, conciliation, autorités de régulation, etc.) dans une perspective dynamique »[réf. incomplète]. Cette perspective permettrait « le passage continu entre ces différents modes de règlement dès lors qu'ils présentent tous des garanties équivalentes de bonne justice : le droit à une conciliation équitable doit faire écho au droit à un procès équitable »[réf. incomplète]. Il y aurait, selon lui, « des principes directeurs du règlement amiable comme il y a des principes directeurs du procès puisant à une même philosophie humaniste de la justice, inspirée de la réflexion de Paul Ricœur »[réf. incomplète]. Sur ce point d'un « passage continu entre les différents modes de règlement des litiges »[réf. incomplète], Loïc Cadiet rejoint ainsi d'éminents auteurs qui l'ont précédé sur cette voie d'une vision globale du droit du procès, notamment Jean Carbonnier (cf. son Flexible droit), Gérard Cornu (cf. ses articles sur l'histoire du code de procédure civile) et Serge Guinchard. Les recherches de Loïc Cadiet tendent « à éviter la tendance au particularisme disciplinaire en valorisant, au-delà du droit, une ouverture aux autres savoirs sur la justice (philosophie, sociologie, anthropologie, économie, histoire) »[réf. incomplète]. Cette valorisation se trouve notamment développée dans son Dictionnaire de la justice, puis dans l’ouvrage de Théorie générale du procès.

## Travaux et publications

### Ouvrages
- Droit judiciaire privé, Paris,  (ISBN 2711003620), Édition Litec, 6e éd. 2009, avec Emmanuel Jeuland, 773 p. (la 1re édition de cet ouvrage a obtenu en 1993 le prix Odilon-Barrot de l'Académie des sciences morales et politiques),
- Théorie générale du procès, avec J. Normand et S. Amrani Mekki, Paris,  (ISBN 2130517358), PUF, coll. Thémis, 2010.
- Code de procédure civile, Paris,  (ISBN 2711009173), Édition Litec, 2e éd. 2011, 2743 p. Ouvrage créé par Serge Guinchard en novembre 1986 (1re édition datée 1986-1987) et réédité par cet auteur jusqu'en décembre 1997 (11e édition datée 1997-1998), date à laquelle il souhaita ne plus continuer les mises à jour annuelles (11 éditions en 12 ans).
- Découvrir la Justice, Paris,  (ISBN 2247028268), Dalloz, 1997, 266 p.
- Droit de la responsabilité (avec Ph. le Tourneau), Paris, Dalloz, 1re éd. 1996, 938 p. ; 2e édition 1998, 1046 p.
- Droit de la responsabilité et des contrats (avec Ph. le Tourneau), Paris,  (ISBN 2247048021), Dalloz, 1re édition 2000, 1420 p. ; 2e éd. 2002, 1540 p.
- Le Préjudice d'agrément, thèse pour le doctorat d'État en droit, Poitiers, 1983, 682 p.

### Direction d’ouvrages
- Figures de femmes criminelles – De l’Antiquité à nos jours, avec F. Chauvaud, C. Gauvard, P. Schmitt-Pantel et M. Tsikounas, Paris, Publications de la Sorbonne, 2010, 352 p[10].
- Le Tribunal des conflits – Bilan et perspectives (dir. avec P. Gonod), Paris,  (ISBN 9782247082131), Dalloz, 2009, 121 p.
- 1806-1976-2006, de la commémoration d’un code à l’autre : 200 ans de procédure civile en France , (dir. avec G. Canivet), Paris, Lexis Nexis, 2006, 383 p[11].
- La Sélection des pourvois à la Cour de cassation (dir. avec S. Amrani-Mekki), Paris, Economica, 2005, 140 p.
- Médiation et arbitrage – Alternative dispute resolution, Alternative à la justice ou justice alternative ? Perspectives comparatives (dir., avec E. Jeuland et de T. Clay), Paris, Litec, 2005, 442 p.
- Dictionnaire de la Justice (dir.), Paris, Presses universitaires de France, 2004, 1312 p[12].
- Réforme de l’État, réforme de la justice (dir. avec L. Richer), préface de Renaud Denoix de Saint Marc,Presses universitaires de France, 2003, 335 p.
- Santé, marché, droits de l'homme (dir. avec C. Labrusse-Riou et I. de Lamberterie), Paris, Dalloz, 1996, 68 p.
- La Génétique humaine : de l'information à l'informatisation (dir. avec B.M. Knoppers et C.M. Laberge), Litec (Paris) et Thémis (Montréal), 1992, préface Fritz Hondius, 387 p.
- Le Droit contemporain des contrats (dir.), Paris, Economica, 1987, préface Gérard Cornu, 284 p[13].
- Regards sur la fraude fiscale (dir. avec E. Neveu), Paris, Economica, 1986, 217 p.